# Arendonk
Arendonk é um município da Bélgica localizado no distrito de Turnhout, província de Antuérpia, região da Flandres.